# Moyesiirosor
Moyesiirosor (Rosa Moyesii-gruppen) är en grupp av rosor. De har alla sitt ursprung i  arten mandarinros (Rosa moyesii) och kan vara mutationer av den rena arten eller, mer eller mindre komplexa hybrider med andra arter och sorter. 
Rosor i den här gruppen är alla buskrosor och ofta storväxta med buskar på 3–4 m. Släktskapet med mandarinrosen är ofta tydligt, särskilt vad gäller bladformen. Många sorter är engångsblommande, men några sorter remonterar mer eller mindre regelbundet. Blommorna varierar från små till mycket stora och kan vara enkla till fylldblommiga i färger från vitt till rosa och rött. Doften är oftast svag eller obefintlig. Många sorter bildar mycket dekorativa nypon.
Moyesiirosor är härdiga och lättodlade. De tål att placeras i halvskugga och växer bra i relativt magra jordar. De förökas lätt med vintersticklingar.

## Sorter (urval)
- 'Arthur Hillier'
- 'Bengt M. Schalin'
- 'Denise Hilling'
- 'Eddie's Crimson'
- 'Eddie's Jewel'
- 'Eos'
- 'Fargesii'
- 'Geranium'
- 'Highdownensis'
- 'Hillieri'
- 'Marguerite Hilling'
- 'Nevada'
- 'Rosea'
- 'Roy'
- 'Sealing Wax'
- 'Superba'
- 'Wintoniensis'